# Albert von Fritsch

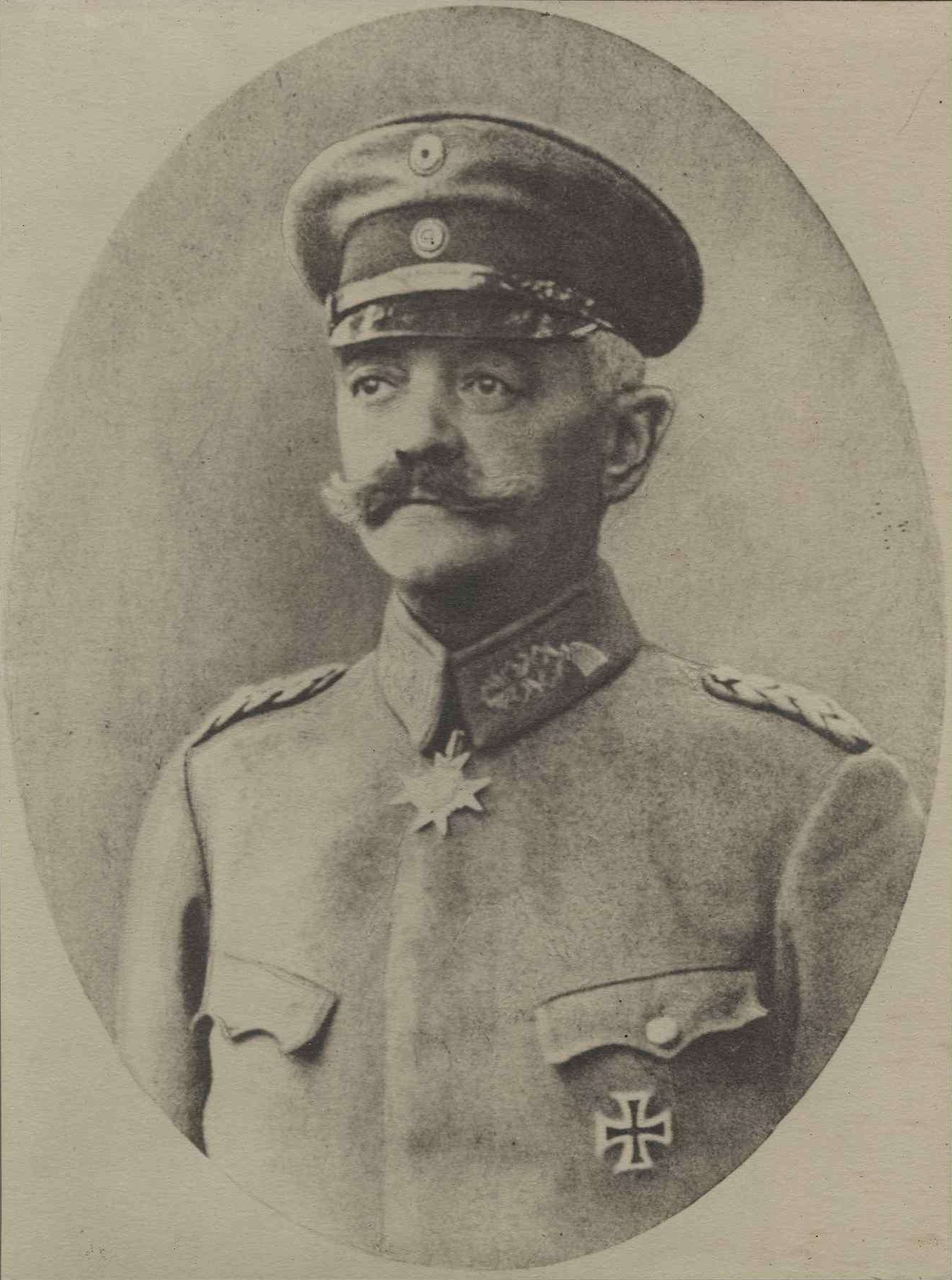
Württ. Generalleutnant Albert von Fritsch (1856–1922)

Albert Hermann von Fritsch (* 29. April 1856 in Freistett; † 18. November 1922 in Nonnenhorn) war ein württembergischer Generalleutnant im Ersten Weltkrieg.

## Leben
Fritsch trat am 7. April 1873 als Fähnrich in das Feldartillerie-Regiment „König Karl“ (1. Württembergisches) Nr. 13 der Württembergischen Armee in Ulm ein. Am 8. September 1874 wurde er nach Ludwigsburg in das Feldartillerie-Regiment „Prinzregent Luitpold von Bayern“ (2. Württembergisches) Nr. 29 versetzt und dort kurz darauf am 7. Oktober 1874 zum Sekondeleutnant befördert. Vom 1. Oktober 1877 bis 30. September 1884 fungierte Fritsch als Regimentsadjutant, wurde zwischenzeitlich am 13. Oktober 1883 zum Premierleutnant befördert und als solcher anschließend bis 19. Juni 1887 an die Preußische Kriegsakademie kommandiert. Anschließend versah er weiter Dienst in seinem Regiment und wurde dann am 1. April 1888 in den Großen Generalstab kommandiert. Als Hauptmann wurde Fritsch am 12. Januar 1889 zurücküberwiesen und am 9. Februar 1889 als Batteriechef in das Feldartillerie-Regiment „König Karl“ (1. Württembergisches) Nr. 13 versetzt. Bereits am 26. März 1889 kommandierte man ihn zum Generalstab des XIII. (Königlich Württembergisches) Armee-Korps und ab 28. September 1890 fungierte er dort als Zweiter Generalstabsoffizier. Als Erster Generalstabsoffizier wechselte Fritsch am 31. März 1891 in den Generalstab der 26. Division (1. Königlich Württembergische). Dort verblieb er bis zum 20. April 1893 und wurde anschließend Batteriechef im Feldartillerie-Regiment „Prinzregent Luitpold von Bayern“ (2. Württembergisches) Nr. 29. Nach einem Jahr erfolgte seine Versetzung zum Stab des Feldartillerie-Regiments „König Karl“ (1. Württembergisches) Nr. 13. Zeitgleich mit der Beförderung zum Major wurde Fritsch dann am 13. Mai 1895 Kommandeur der III. Abteilung des Feldartillerie-Regiments „Prinzregent Luitpold von Bayern“ (2. Württembergisches) Nr. 29. Wieder ein Jahr später kam Fritsch nochmals zum Feldartillerie-Regiment „König Karl“ (1. Württembergisches) Nr. 13, fungierte dort zunächst als Kommandeur der IV. Abteilung, dann ab 1. Januar 1899 als Kommandeur der I. Abteilung. Am 18. Mai 1901 wurde Fritsch schließlich zum Kommandeur des Feldartillerie-Regiments „Prinzregent Luitpold von Bayern“ (2. Württembergisches) Nr. 29 ernannt, das er bis zum 24. Februar 1907 führte. In der Zwischenzeit hatte man ihn am 22. April 1902 zum Oberstleutnant sowie am 22. April 1905 zum Oberst befördert. Als solcher wurde Fritsch am 25. Februar 1907 Kommandeur der 30. Feldartillerie-Brigade in Straßburg. Nachdem Fritsch am 20. April 1909 zum Generalmajor befördert worden war, wurde er ein Jahr später zur Disposition gestellt.

### Erster Weltkrieg
Nach Ausbruch des Ersten Weltkriegs und der Mobilmachung stellte sich Fritsch zur Verfügung, erhielt aber zunächst keine Verwendung. Diese erfolgte erst am 11. September 1914, als man ihn zum Kommandeur der Munitionskolonnen und des Trains des XIII. (Königlich Württembergisches) Armee-Korps ernannte. Am 8. März 1915 wurde Fritsch Kommandeur der 58. (Königlich Sächsische) Feldartillerie-Brigade. Mit dieser beteiligte er sich zunächst an der Westfront in der Frühjahrsschlacht bei La Bassée und Arras. Dann wurde die Brigade an die Ostfront verlegt und kämpfte am Narew und am Bobr sowie in den Schlachten am Njemen und bei Wilna. Die Brigade trat dann ab März 1916 wieder an der Westfront vor Verdun an. Nach den Stellungskämpfen beteiligte sich die Brigade an der Schlacht an der Somme. Nach deren Beendigung wurde Fritsch unter gleichzeitiger Beförderung zum Generalleutnant zum Kommandeur der 26. Reserve-Division (1. Königlich Württembergische) ernannt.
Nach Kriegsende führte er die Division in die Heimat zurück, wo sie demobilisiert wurde. Damit endete am 16. Dezember 1918 auch die Militärkarriere von Albert von Fritsch und er wurde mit diesem Datum in den Ruhestand versetzt.

## Auszeichnungen
- Kronenorden II. Klasse[1]
- Ritterkreuz I. Klasse des Ordens vom Zähringer Löwen mit Eichenlaub[1]
- Bayerischer Militärverdienstorden II. Klasse[1]
- Ehrenkreuz des Ordens der Württembergischen Krone[1]
- Württembergisches Dienstehrenzeichen I. Klasse[1]
- Eisernes Kreuz (1914) II. und I. Klasse
- Ritter des Württembergischen Militärverdienstordens am 21. Juni 1915[2]
- Komtur I. Klasse des Albrechts-Ordens mit Schwertern im November 1915[3]
- Stern zum Roten Adlerorden II. Klasse mit Schwertern im Juli 1918[4]
- Pour le Mérite am 3. September 1918
- Krone zum Großkreuz des Friedrichs-Ordens am 3. Oktober 1918[5]